# Antoni Moliner i Prada
Antoni Moliner i Prada (Segura de los Banyos, Terol, 1948 - Alacant, 21 de setembre de 2020) va ser un historiador, professor de batxillerat i professor universitari aragonès.

## Trajectòria
El 1981 es doctorà en història per la Universitat Autònoma de Barcelona. Va desenvolupar la seva tasca docent com a professor de batxillerat a Catalunya i al País Valencià. Darrerament, va exercir com a professor titular d'història contemporània a la Universitat Autònoma de Barcelona. Les seves línies de recerca van girar al voltant de la guerra del Francès, que va tenir lloc entre els anys 1808 i 1814, la cultura liberal a Espanya i l'articulació dels primers partits polítics, i el pensament antiil·lustrat, antiliberal i contrarevolucionari, ocupant-se també del clericalisme i l'anticlericalisme a l'Espanya contemporània i del procés de secularització al segle xix. També disposava de l'acreditació de catedràtic de l'Agència Nacional d'Avaluació de la Qualitat i Acreditació (ANECA).

## Publicacions
- Los comienzos de la crisis del Antiguo Régimen en Mallorca 1808-1914 (1983)
- Revolución liberal y movimiento juntero 1808-1868 (1989)
- La Catalunya resistent a la dominació francesa, guanyadora del XIV premi Xarxa d'Edicions 62, l'any 1989
- Lesseps y los políticos españoles (1993)
- La guerrilla en la Guerra de la Independencia, guanyadora del premi Exèrcit d'investigació del ministeri de defensa l'any 2004.
- La Guerra de la Independencia en España, com a coordinador (2007).